# 원당초등학교 (경남)
원당초등학교는 대한민국 경상남도 진주시 수곡면 곤수로 537 (원외리)에 있었던 초등학교이다.

## 연혁
- 1946년 2월 28일 수곡국민학교 원당분교장 설립인가
- 1955년 3월 24일 원당국민학교 승격
- 1976년 9월 30일 창촌리 명월부락(수곡국교 학구) 본교 학구로 편입(22명)
- 1986년 3월 8일 병설유치원 개원
- 1996년 3월 1일 광명분교 폐교
- 1997년 9월 1일 대평분교 폐교
- 1999년 2월 19일 제48회 졸업식(총 졸업생 1779명)
- 1999년 9월 1일 수곡초등학교로 통폐합